# Strehlesee
Der Strehlesee (auch Strehle-See) ist ein Gewässer auf dem Gebiet der Gemeinde Wandlitz. Er verfügt über eine Fläche von 13 Hektar und hat sich aus einer eiszeitlichen Schmelzwasserrinne gesammelt.

## Name
1598 wird der See als Strelow erstmals urkundlich genannt. Der Name leitet sich wahrscheinlich vom altpolabischen Wort *strěla „Pfeil“ ab.

## Lage
Der Strehlesee im Wandlitz-Biesenthal-Prendener Seengebiet liegt im Naturpark Barnim, südlich des Wandlitzer Ortsteils Prenden. Der exakt in Nord-Süd-Richtung verlaufende langgestreckte See ist von Endmoränen umgeben und eine Hinterlassenschaft der letzten Eiszeit. Er ist das kleinste Gewässer der Prendener Seenplatte. In Ufernähe führt ein Wanderweg ringsherum. Das Nord- und das Südufer sind Eigentum der ortsansässigen Fischer und nicht frei zugänglich. Am südlich verlaufenden Abfluss des Sees soll in früheren Jahrhunderten eine Wassermühle gestanden haben.

## Fauna und Flora
Der Fischreichtum des Sees – Hechte, Karpfen, Spiegelkarpfen, Schleie, Aale, Brassen, Rotaugen, Echte Welse – macht ihn bei Anglern  beliebt. Er ist allerdings kein vom Deutschen Anglerverband betreutes und ausgewiesenes Angelgewässer, kostenpflichtige Angelscheine vergibt der ortsansässige Verein Seenfischerei Prenden (Inhaber Ch. Bartel).
Die in Brandenburg weit verbreiteten Wildenten, Haubentaucher und Blesshühner leben im Röhricht des Sees und finden hier ausreichend Nahrung. Unzählige Insekten beleben den Seenrand und den Wald. Dieser reicht allerdings nur an wenigen Stellen bis an das Seeufer heran; er besteht aus Kiefern, Buchen, Eichen und Erlen. Befestigte Straßen und Grundstücke machen das Gewässer zwar gut erreichbar, sind aber für eine naturnahe Nutzung ungeeignet.
In den ausgedehnten Flachwasserbereichen haben sich Schilfrohr, teilweise Binsen und Rohrkolben sowie Schwimmblattpflanzen wie Teich- und Seerosen angesiedelt.

## Nutzung
Weil der Strehlesee offenbar sehr flach aber morastig ist, darf er nicht mit Booten befahren werden. Für die Angler gibt es am Ostufer mehrere zugängliche Stellen als Ansitze. Sie können bequem über die parallel verlaufende Lanker Allee erreicht werden.
Am Nordrand des Sees liegen einige Wasserbecken zur Fischzucht, gelegentlich werden dort auch Fische verkauft. Nahe gelegen ist das Jagdhotel am Strehlesee, bis 1990 ein Ausflugsrestaurant mit Ballsaal. Am Ostufer ist eine Bademöglichkeit vorhanden, die jedoch nicht vom Wasserrettungsdienst beaufsichtigt wird – also Baden auf eigene Gefahr. Die Einstiegsstelle in den See ist klein und zur Benutzung mit Kindern eher ungeeignet.
Der Strehlesee ist Teil eines Rundwanderweges an den drei Prendener Seen. Um den Wanderweg touristisch aufzuwerten und auch das Seeufer besser zu schützen, wurden nahe am Uferrand im Jahr 2014 rund 50 Bäume, überwiegend Erlen, gefällt, die den Blick auf die Seefläche verstellt hatten oder umzukippen drohten.

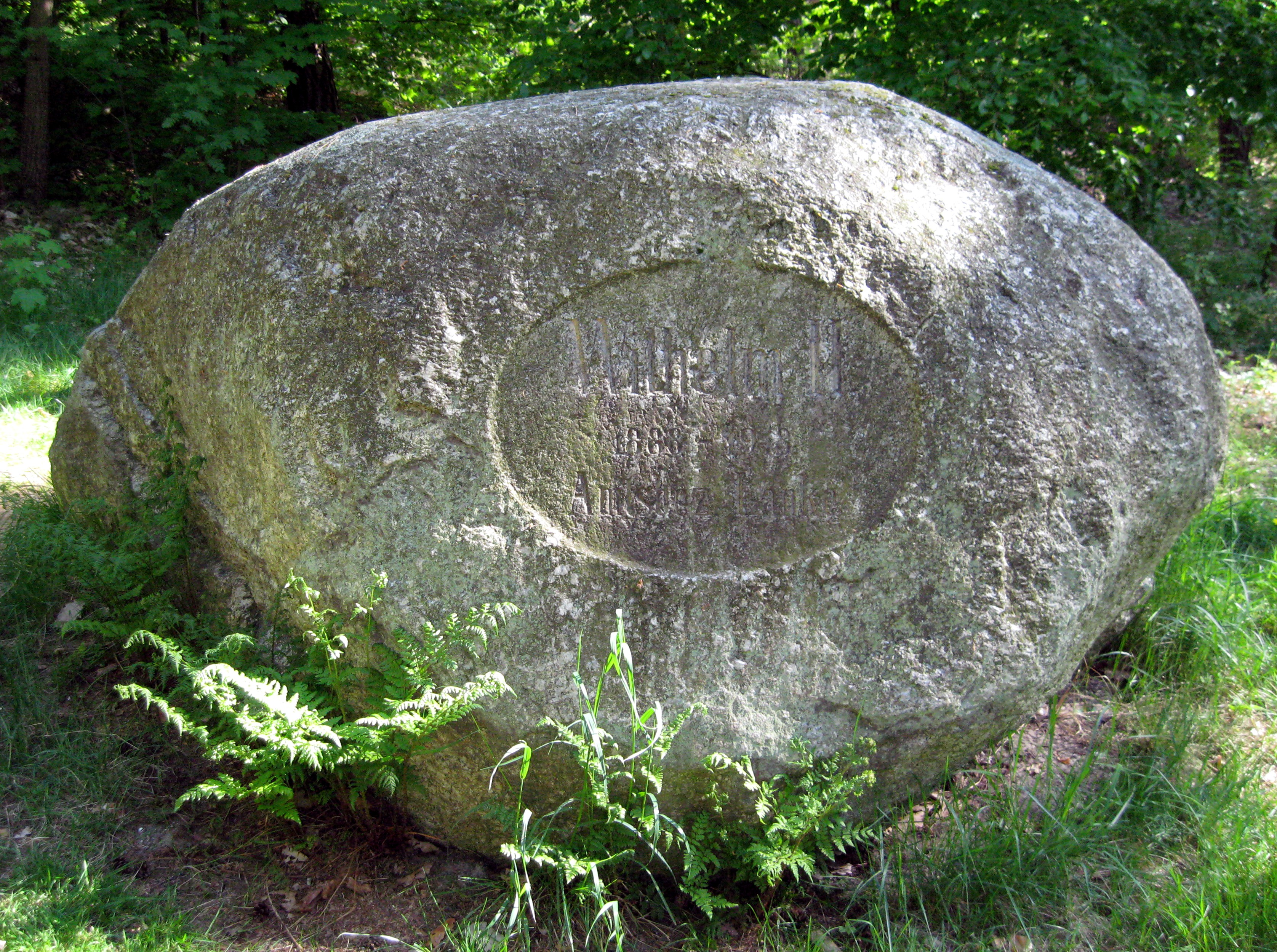
Teufels- oder Riesenstein

## Sage
Der unweit des Sees liegende 60 t schwere Prendener Teufelsstein soll ein Relikt eines Wutausbruchs des Satans sein: Dieser habe mit mehreren Felsbrocken nach der Prendener Kirche geworfen, weil ihm das laute Geläut stetige Ohrenschmerzen bereitete. Die Kirche hatte er allerdings verfehlt, zwei Steine fielen am Rand des Strehlesees nieder, drei weitere flogen zu weit und rissen in Wandlitz drei Pfühle auf.
Auf dem Stein ist eine inzwischen schwer lesbare Inschrift vorhanden: Wilhelm II, 1888–1913; Amtsbez. Lanke. Das deutet darauf hin, dass der Stein im Jahr 1913 von der damaligen selbstständigen Gemeinde Lanke anlässlich des 25-jährigen Regierungsjubiläums des deutschen Kaisers gestaltet und aufgestellt worden ist.